# Лопушне (Лановецька міська громада)
Лопу́шне — село в Україні, у Лановецькій міській громаді Кременецького району Тернопільської області. Розташоване на півдні району. До 2020 року центр сілької ради, якій було підпорядковане село Пахиня. Населення — 500 осіб (2024).

## Назва
Одна з попередніх назв — Лопушна Вербовецька (пол. Łopuszna Wierzbowiecka).

## Історія
Перша писемна згадка — 1463 р.
У битві під Лопушним 1512 русько-польсько-литовське військо (командувач — князь Костянтин Острозький) перемогло орду кримського хана Менглі-Гірея (на полі битви встановлено символічний монумент 1992 р.).
У 1583 році князь Михайло Вишневецький платив податок з 7 «димів», 4 садів.
У XVIII ст. власниками Лопушного були монахи чину Кармелітів. Від 1879 р. діяло однокласне народне училище.
На 1936 рік село входило до ґміни Вишгородок Кременецького повіту.
12 червня 2020 року, відповідно до розпорядження Кабінету Міністрів України № 724-р «Про визначення адміністративних центрів та затвердження територій територіальних громад Тернопільської області» увійшло до складу Лановецької міської громади.
19 липня 2020 року, в результаті адміністративно-територіальної реформи та ліквідації Лановецького району, село увійшло до складу Кременецького району.

## Релігія

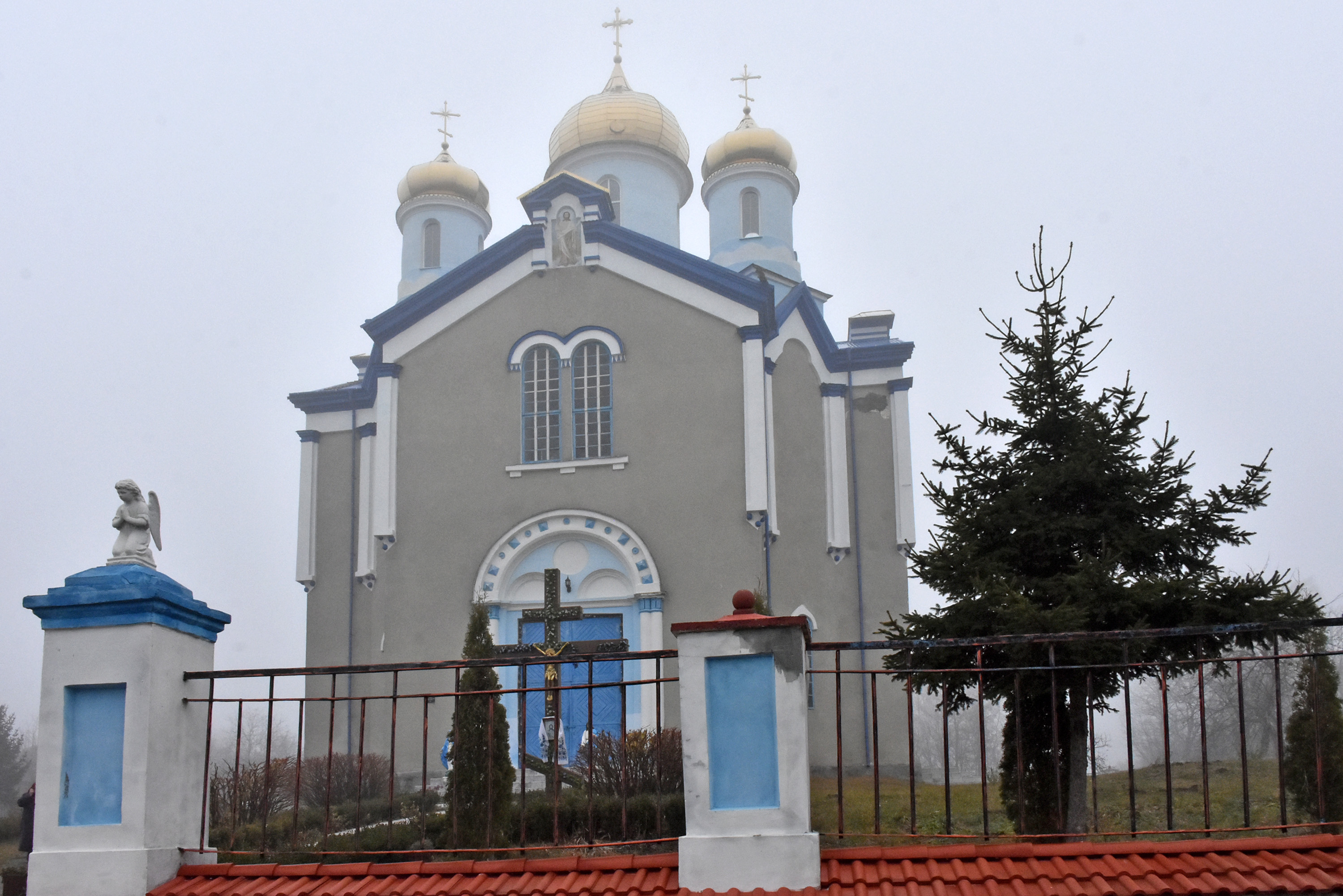
Церква Воскресіння Христового

- церква Воскресіння Христового (1843 р., кам'яна), пам'ятка архітектури місцевого значення, охоронний номер 57.
- каплиця.

## Пам'ятки
- пам'ятник воїнам-односельцям, полеглим у німецько-радянській війні (1985 р.).

## Соціальна сфера
Діють загальноосвітня школа І-ІІ ступенів, клуб, бібліотека, ФАП.

## Відомі люди

### Померли
- Климишин Іван (Крук) (псевдо: Крук) (1918—1944, Лопушненський ліс, можливо с. Лопушне Кременецького району) — організатор перших збройних відділів УПА, командир куреня.

## Галерея

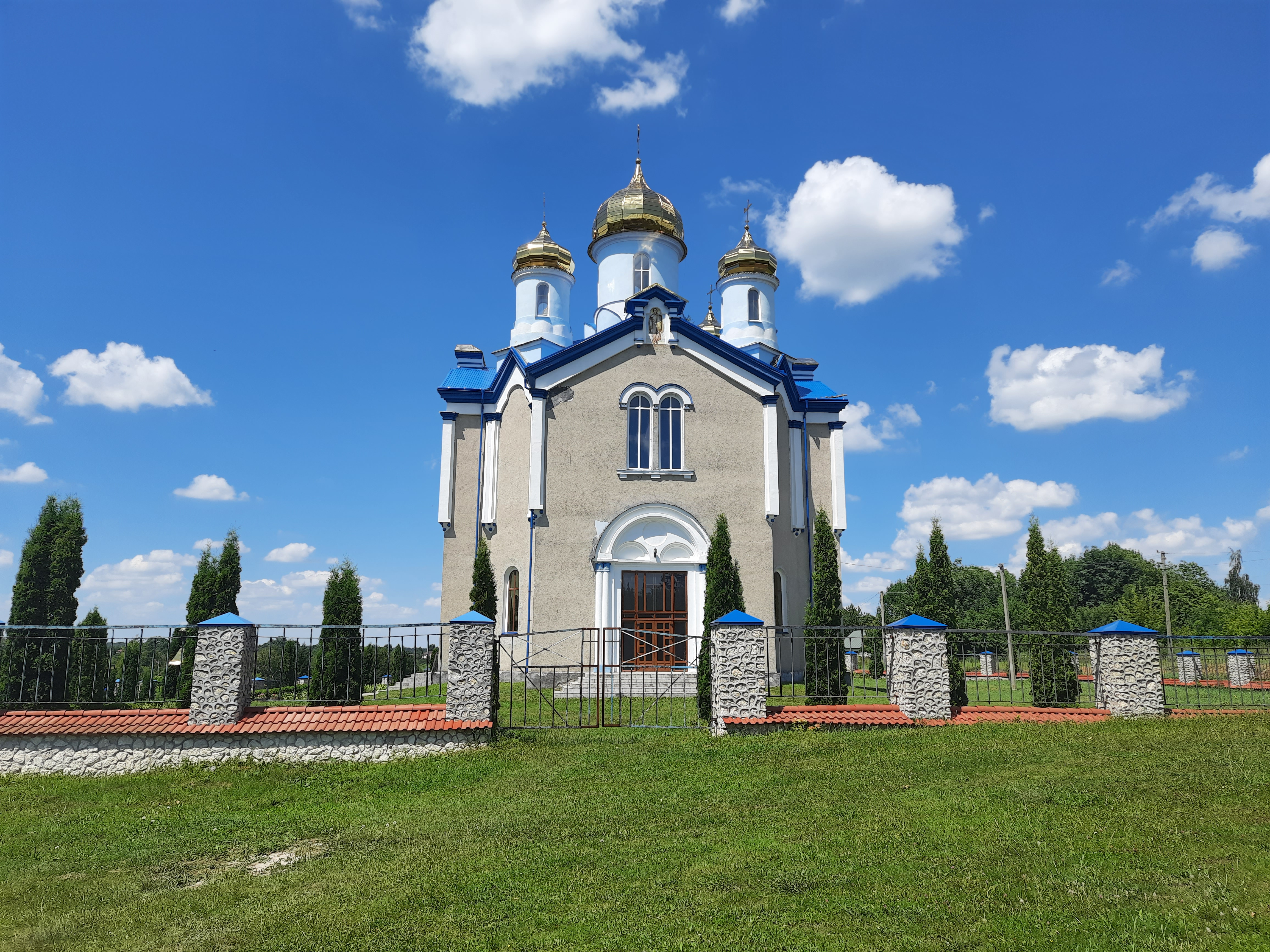
Церква Воскресіння Христового
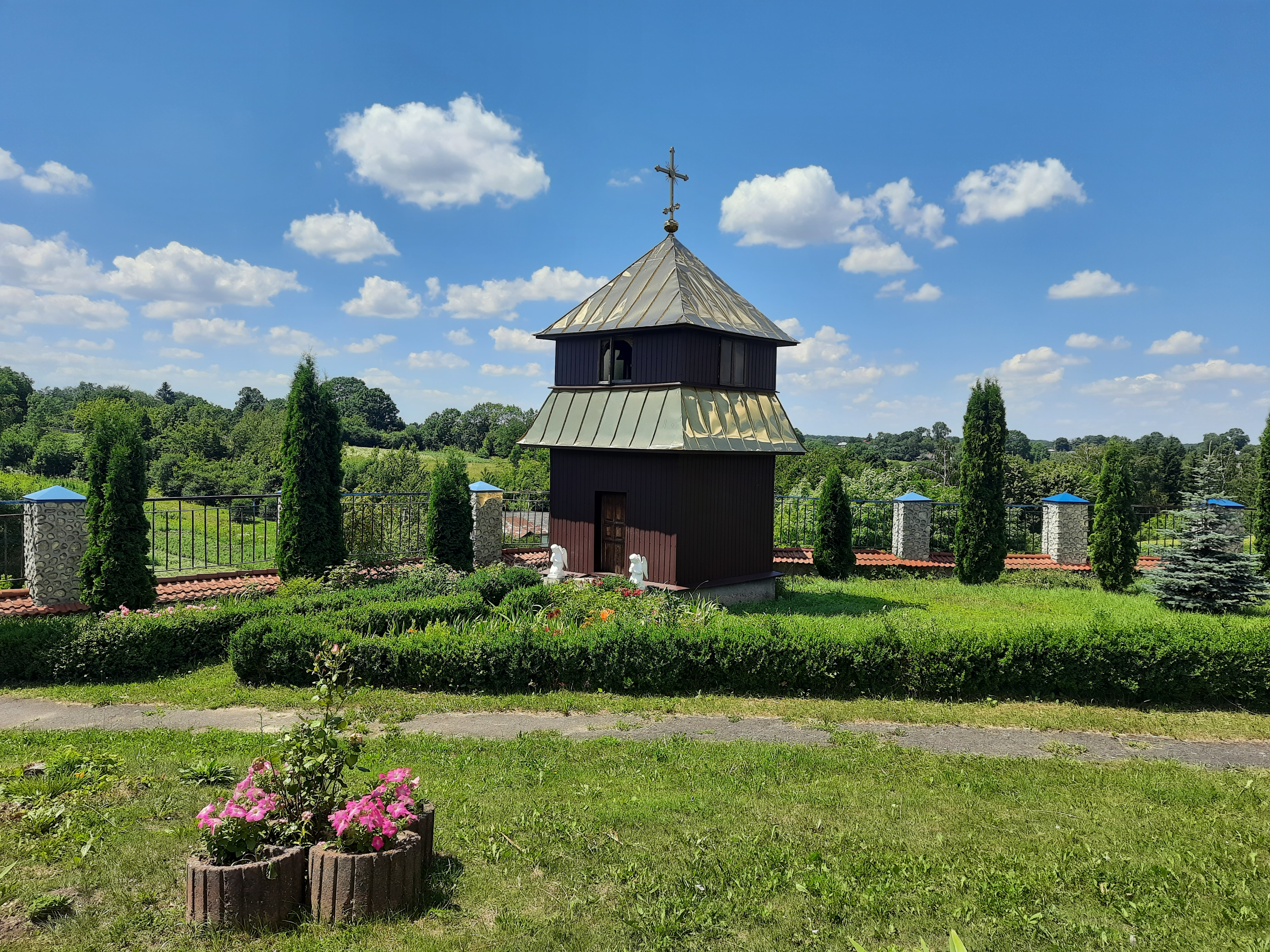
Дзвіниця церкви Воскресіння Христового
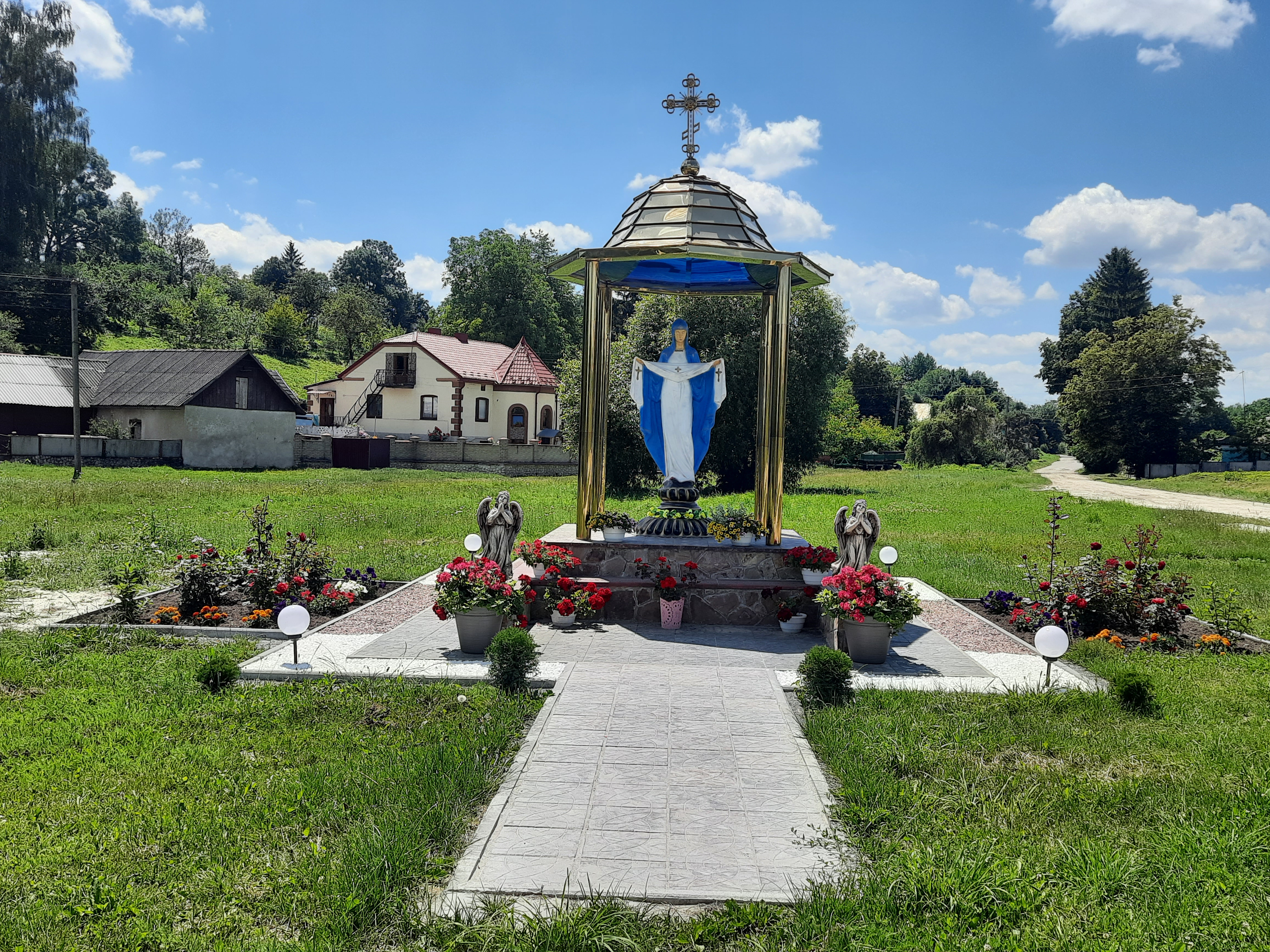
Статуя Божої Матері
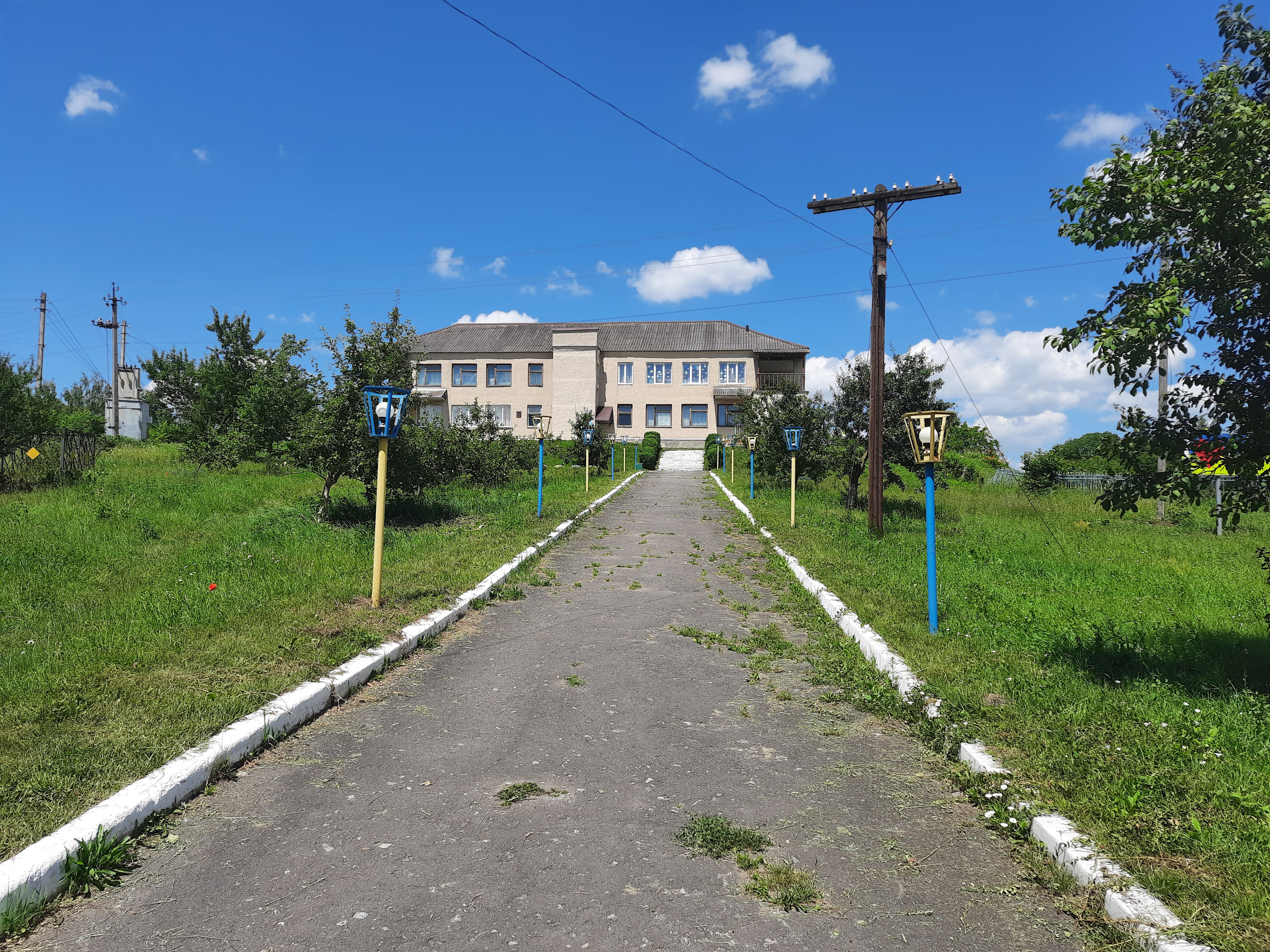
Школа
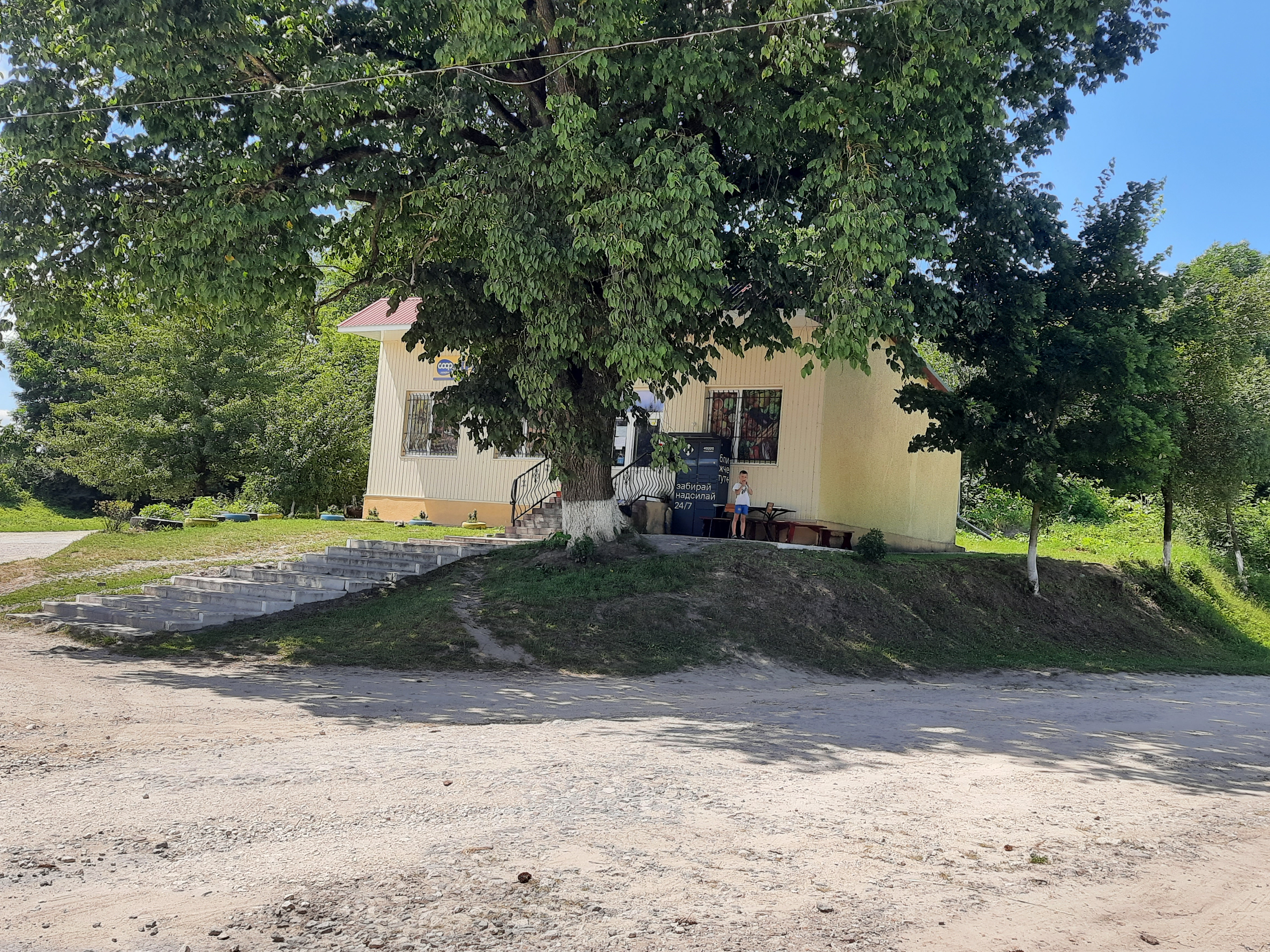
Крамниця